# Camponotus bidens
Camponotus bidens es una especie de hormiga del género Camponotus, tribu Camponotini. Fue descrita científicamente por Mayr en 1870.
Se distribuye por Brasil, Colombia, Costa Rica, Ecuador, Guayana Francesa, Guyana, Panamá, Perú, Surinam y Trinidad y Tobago. Se ha encontrado a elevaciones de hasta 845 metros. Vive en microhábitats como la vegetación baja, hojarasca y ramas muertas.